# 포사비나주

포사비나주의 위치

포사비나주(보스니아어: Posavski kanton, 크로아티아어: Posavska županija, 세르비아어: Посавски кантон)는 보스니아 헤르체고비나를 구성하는 국가 및 지역인 보스니아 헤르체고비나 연방에 속해 있는 10개 주 가운데 하나로 주도는 오라셰이며 면적은 325.0km2, 인구는 39,585명(2011년 기준), 인구 밀도는 120명/km2이다. 보스니아 헤르체고비나 북부에 위치하며 크로아티아와 국경을 접한다.

주기
주 문장

## 지방 자치체

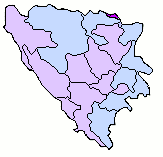
포사비나주

3개 지방 자치체를 관할한다.
- 도말레바츠(Domaljevac)
- 오자크(Odžak)
- 오라셰(Orašje)

## 지리
포사비나는 사바강과 접해 있는 지역으로 지리적으로는 보스니아 헤르체고비나와 크로아티아에 걸쳐 있는 일부 지역을 뜻한다. 일반적으로 포사비나 주만을 가리킬 때에는 "보산스카포사비나"(Bosanska Posavina, "보스니아 포사비나"라는 뜻)라고 부르기도 한다. 보스니아 북부 지역에서 유일하게 보스니아 헤르체고비나 연방에 속해 있으며 포사비나 주 이외의 보스니아 북부 지역은 스릅스카 공화국 또는 브르치코 행정구에 속한다.

## 인구
2003년 통계를 기준으로 43,558명이 거주하며 크로아티아인(36,049명, 82.8%)과 보스니아인(6,360명, 14.6%), 세르비아인(728명, 1.8%), 그 외의 민족(367명, 0.8%)이 거주한다.

## 같이 보기
- 보스니아 헤르체고비나의 행정 구역